# تیبریوس دوم کنستانتین
تیبریوس دوم کنستانتینوس (به لاتین: Flavius Tiberius Constantinus Augustus) (درگذشتهٔ ۱۴ اوت ۵۸۲) نایب السلطنه امپراتوری روم شرقی به طور مشترک با امپراتریس سوفیا از سال ۵۷۲ تا ۵۷۴ و امپراتور روم شرقی (بیزانس) از ۵۷۴ تا ۵۷۸ به‌طور مشترک با امپراتور ژوستین دوم و پس از مرگ او به‌تنهایی از ۵۷۸ تا هنگام مرگ خود در ۵۸۲ بود.

## زندگینامه

### رسیدن به امپراتوری
تیبریوس در لشکرکشی‌های امپراتور ژوستین دوم علیه آوارها در بالکان شرکت داشت و هنگامی که ژوستین به‌دنبال اطلاع از سقوط قلعهٔ دارا در نوامبر ۵۷۳ به‌دست ایرانیان کارش به‌جنون کشید، امپراتریس سوفیا و تیبریوس ادارهٔ دولت را در دست گرفته و وارد مذاکرات صلح با ایران شدند. ژوستین سپس تیبریوس را به پسرخواندگی خود گرفت و او را در ۷ دسامبر ۵۷۴ سزار و جانشین خود خواند و در ۲۶ سپتامبر ۵۷۸ به امپراتوری مشترک با خود رساند. ژوستینین کمی بعد در ۴ اکتبر همان سال درگذشت و تیبریوس با عنوان تیبریوس دوم کنستانتینوس، تنها فرمانروای وقت امپراتوری بیزانس شد.

### درگیری با ساسانیان
در ۵۷۸ دو امپراتوری ایران و بیزانس بر سر مسئلهٔ ارمنستان و قلعهٔ شهر دارا با یکدیگر وارد مذاکرات صلح شذه بودند و چنین می‌نمود که خسرو انوشیروان، شاهنشاه ساسانی با پیشنهاد صلح بیزانسی‌ها موافقت خواهد نمود. اما او ناگهان در اوایل بهار ۵۷۹ درگذشت و جانشینش هرمز چهارم، پیشنهادهای تیبریوس را نپذیرفت و بدین ترتیب درگیری بین دو طرف بار دیگر از سر گرفته شد که در طول دوران حکومت تیبریوس ادامه داشت.

### درگیری با آوارها و اسلاوها
روم شرقی در مرزهای شمالیش درگیر حملات آوارها بود و تیبریوس سعی کرد تا آنها را با دادن باج آرام نماید. اما آوارها اقدام به محاصرهٔ سیرمیوم (سرمسکا میتروویتسای امروزی در صربستان) به مدت ۲ سال نمودند و سرانجام تیبریوس مجبور شد تا در ۵۸۲ سیرمیوم را تسلیم انها نماید.
در همین زمان اسلاوها نیز به تراکیه، تسالی، ایلیریکوم و دیگر مناطق یونان سرازیر شدند و آنها را در اختیار خود گرفتند.

### مرگ
در ۵۸۲ تیبریوس که به سختی بیمار بود و مرگ خود را نزدیک می‌دید موریس، فرماندهٔ سپاهیانش درجنگ با ایرانیان را جانشین خود معرفی نمود و در ۱۳ اوت همان سال تاج امپراتوری را بر سر او گذاشت. تیبریوس یک روز بعد در ۱۴ اوت ۵۸۲ درگذشت.